# Nuria Gorrite
Nuria Gorrite, née le 6 juillet 1970 à La Chaux-de-Fonds, est une femme politique hispano-suisse, membre du Parti socialiste suisse.
Elle est présidente du Conseil d'État vaudois de 2017 à 2022.

## Biographie
Originaire du Pays basque, elle obtient sa naturalisation suisse à l'âge de 19 ans, avant ses parents, tous deux syndicalistes et d'origine modeste. Sa famille s'installe à Morges en 1975.
Après des études inachevées, en Faculté des Lettres (français, espagnol et histoire de l'art) à l'Université de Lausanne de 1992 à 1996, elle devient conservatrice du musée Alexis-Forel à Morges.
La presse rapporte jusqu'en 2017 qu'elle est en couple avec le conseiller national vaudois libéral-radical Olivier Feller, et mère d'une fille,.

## Parcours politique
Après s'être engagée en 1987 auprès d'Amnesty International, elle adhère en 1993 au Parti socialiste. Elle est élue conseillère communale la même année, puis municipale en 2000.
En 2008, elle est élue syndique de la ville de Morges à la suite de l'élection d'Éric Voruz au Conseil national[réf. nécessaire]. Elle est largement réélue à cette fonction en 2011. avec 61,2 % des voix. En 2007, elle est élue députée au Grand Conseil du canton de Vaud,.

### Conseillère d'État
Le 1er avril 2012, elle est élue au second tour au Conseil d'État où elle reprend le département des infrastructures et des ressources humaines dès le 1er juillet 2012. Elle est réélue en 2017 pour une nouvelle législature au sein du gouvernement du canton de Vaud. Le 15 juin, elle est élue à la présidence de l'exécutif vaudois et succède donc à son collègue de parti Pierre-Yves Maillard.
Elle devient ainsi la première femme à occuper ce poste selon la nouvelle constitution vaudoise. Lors de sa prise de fonction, elle déclare : « Faisons preuve de probité dans l’exercice de nos responsabilités, sachons sortir de notre confortable quant à soi et ouvrons le dialogue plus largement »[pertinence contestée].
Le 28 septembre 2023, le Conseil d’État vaudois annonce qu'en raison d'un cancer, elle doit interrompre son activité pour se soigner,. Elle reprend son activité début 2024.